# 시민로 (김천시)
시민로(Simin-ro)은 대한민국의 경상북도 김천시 부곡동 중심부를 연결하는 도로이다.

## 노선 경로
- 시민탑삼거리 - 김천로
- 교통교삼거리 - 영남대로